# Brandi Love
Brandi Love (Raleigh, Carolina del Norte; 29 de marzo de 1973) es una actriz pornográfica, modelo erótica y empresaria estadounidense.

## Biografía
Brandi Love, nombre artístico de Tracey Lynne Potoski, nació en Carolina del Norte en marzo de 1973 en el seno de una familia de ascendencia alemana e inglesa. Creció en Detroit (Michigan), donde fue a la Universidad Central de Michigan. Es nieta del agente financiero Jesse Lauriston Livermore. Es presbiteriana.
Antes de dedicarse a la industria pornográfica, Brandi Love tuvo varios trabajos, como camarera en un restaurante de Burger King y relaciones públicas y secretaria de una empresa de cáterin.
Love comenzó su carrera abriendo su propio sitio web en junio de 2004, debutando como actriz porno en 2006, a los 33 años de edad. Al igual que otras actrices que comenzaron con más de 30 años en la industria, por su físico, edad y atributos, fue etiquetada como una actriz MILF.
Como actriz, ha trabajado para productoras como Reality Kings, Evil Angel, Girlfriends Films, Wicked Pictures, Brazzers, Sweetheart Video, Naughty America, Pure Play Media, Pure Taboo, Bangbros, Blacked, Girlsway o Hard X.
Brandi es copropietaria y directora financiera de No Rivals Media, una compañía multimedia de entretenimiento para adultos. Continúa siendo la principal personalidad de su sitio web para adultos y ha creado parentsinadult.com, la única asociación filántropa dedicada a los padres trabajadores de la Industria del sexo.
Love ha realizado apariciones en The Tyra Banks Show, The Keith Ablow Show, y The Howard Stern Show así como en Penn & Teller: Bullshit!, en el episodio "The War on Porn". También ha publicado un libro, Getting Wild Sex from Your Conservative Woman, en 2008.
En 2018 se alzó con dos Premios XBIZ: la Artista MILF del año y a la Mejor actriz en película lésbica por The Candidate.
Hasta la actualidad, ha rodado más de 750 películas.

## Premios y nominaciones
| Año  | Ceremonia    | Resultado | Premio                                    | Trabajo                                               |
| ---- | ------------ | --------- | ----------------------------------------- | ----------------------------------------------------- |
| 2013 | Premios AVN  | Nominada  | Artista MILF / Cougar del año             | —                                                     |
| 2013 | Premios AVN  | Nominada  | Mejor escena escandalosa de sexo          | Big Titty MILFs                                       |
| 2015 | Premios AVN  | Nominada  | Artista MILF / Cougar del año             | —                                                     |
| 2015 | Premios AVN  | Nominada  | Mejor sitio web                           | BrandiLove.com                                        |
| 2015 | Premios AVN  | Nominada  | Premio fan: MILF más caliente             | —                                                     |
| 2015 | Premios XBIZ | Nominada  | Artista MILF del año                      | —                                                     |
| 2015 | Premios XBIZ | Nominada  | Mejor actriz de reparto                   | Aftermath                                             |
| 2016 | Premios AVN  | Nominada  | Artista MILF / Cougar del año             | —                                                     |
| 2016 | Premios AVN  | Nominada  | Premio fan: MILF más caliente             | —                                                     |
| 2016 | Premios XBIZ | Nominada  | Artista MILF del año                      | —                                                     |
| 2017 | Premios AVN  | Nominada  | Artista MILF/Cougar del año               | —                                                     |
| 2017 | Premios AVN  | Nominada  | Premio fan: MILF más caliente             | —                                                     |
| 2017 | Premios XBIZ | Nominada  | Artista MILF del año                      | —                                                     |
| 2017 | Premios XRCO | Nominada  | MILF del año                              | —                                                     |
| 2018 | Premios AVN  | Nominada  | Artista MILF/Cougar del año               | —                                                     |
| 2018 | Premios AVN  | Nominada  | Premio fan: MILF más caliente             | —                                                     |
| 2018 | Premios XBIZ | Ganadora  | Artista MILF del año                      | —                                                     |
| 2018 | Premios XBIZ | Ganadora  | Mejor actriz en película lésbica          | The Candidate                                         |
| 2018 | Premios XBIZ | Nominada  | Mejor escena de sexo en película lésbica  | Brandi Loves Girls                                    |
| 2018 | Premios XRCO | Nominada  | MILF del año                              | —                                                     |
| 2019 | Premios AVN  | Nominada  | Artista MILF/Cougar del año               | —                                                     |
| 2019 | Premios AVN  | Nominada  | Mejor escena de sexo lésbico en grupo     | The Coven Wives                                       |
| 2019 | Premios AVN  | Nominada  | Premio fan: MILF más caliente             | —                                                     |
| 2019 | Premios XBIZ | Nominada  | Artista lésbica del año                   | —                                                     |
| 2019 | Premios XBIZ | Nominada  | Artista MILF del año                      | —                                                     |
| 2020 | Premios AVN  | Nominada  | Artista MILF/Cougar del año               | —                                                     |
| 2020 | Premios XBIZ | Nominada  | Artista MILF del año                      | —                                                     |
| 2021 | Premios AVN  | Nominada  | Artista MILF/Cougar del año               | —                                                     |
| 2021 | Premios XBIZ | Nominada  | Artista MILF del año                      | —                                                     |
| 2022 | Premios AVN  | Nominada  | Artista MILF / Cougar del año             | —                                                     |
| 2022 | Premios XBIZ | Nominada  | Artista MILF del año                      | —                                                     |
| 2023 | Premios AVN  | Nominada  | Artista MILF / Cougar del año             | —                                                     |
| 2024 | Premios AVN  | Nominada  | Artista MILF / Cougar del año             | —                                                     |
| 2024 | Premios XBIZ | Nominada  | Mejor escena de sexo en película vignette | Bombshell MILF Cheats on Her Husband While He Listens |
| 2025 | Premios AVN  | Nominada  | Artista MILF / Cougar del año             | —                                                     |
| 2025 | Premios AVN  | Nominada  | Mejor escena de sexo en grupo             | American MILF                                         |
| 2025 | Premios XMA  | Nominada  | Artista MILF del año                      | —                                                     |
| 2025 | Premios XMA  | Nominada  | Mejor actuación de reparto                | American MILF                                         |
| 2025 | Premios XMA  | Ganadora  | Mejor escena de sexo en película comedia  | American MILF                                         |